# Corpus Christianorum
El Corpus Christianorum es una col·lecció de textos llatins i grecs cristians (Pares de l'església i escriptors medievals) realitzada en edicions crítiques (text més probable, introducció i fonts). Els llibres inclouen una introducció amb una història de la tradició textual de cada obra.
El Corpus està dividit en diferents sèries, les principals serien:
- Series Graeca
- Series Latina: Des de Tertulià fins a Beda.
- Continuatio medievalis: conté textos des de l'època carolíngia i fins a final de l'Edat mitjana.
- Series apocryphorum

El Corpus està editat a Turnout per l'editorial Brepols. Fou impulsat per l'abat benedictí Eligius Dekkers, i tenia com a objectiu publicar una col·lecció de textos crítics dels escriptors eclesiàstics des de Tertulià fins a Beda el venerable que pogués reemplaçar la Patrologia llatina de Migne. La col·lecció s'inicià amb la Clavis Patrum Latinarum.

## Clavis Patrum
Per preparar les edicions crítiques dels diferents textos es va elaborar una àmplia bibliografia sobre cadascun dels autors que integra:
- Còdexs i fonts manuscrites conservats
- Edicions crítiques editades amb anterioritat
- Edicions bilingües editades amb anterioritat
- Documentació filològica: vocabularis dels mots utilitzats per l'autor, particularitats lingüístiques.

Aquests volums, que se situen a l'inici de cada col·lecció, se'ls anomena clavis.